# Paweł Skubina
Paweł Skubina (ur. 9 grudnia 1992) – polski lekkoatleta, sprinter.

## Kariera
Medalista mistrzostw Polski juniorów. Biegł w drugim zespole Podlasia Białystok, który zajął trzecie miejsce w mistrzostwach Polski seniorów w sztafecie 4 x 100 metrów (2011), ustanawiając rekord Polski juniorów – 40,85.